# 멜레크 후
멜레크 후(튀르키예어: Melek Hu, 1989년 1월 27일~) 혹은 허우메이링(중국어: 侯美玲, 병음: Hóu Měilíng, 한자음: 후미령)은 중화인민공화국 출신 튀르키예의 탁구 선수이다. 2007년에 튀르키예로 귀화했으며, 올림픽에 3회 참가했다. 또한 2015년 유러피언 게임에서 단식 동메달을 획득했고 유럽 선수권 대회에서 금메달 3개, 은메달 1개, 동메달 2개를 획득했다.